# Cataratas de Boioma

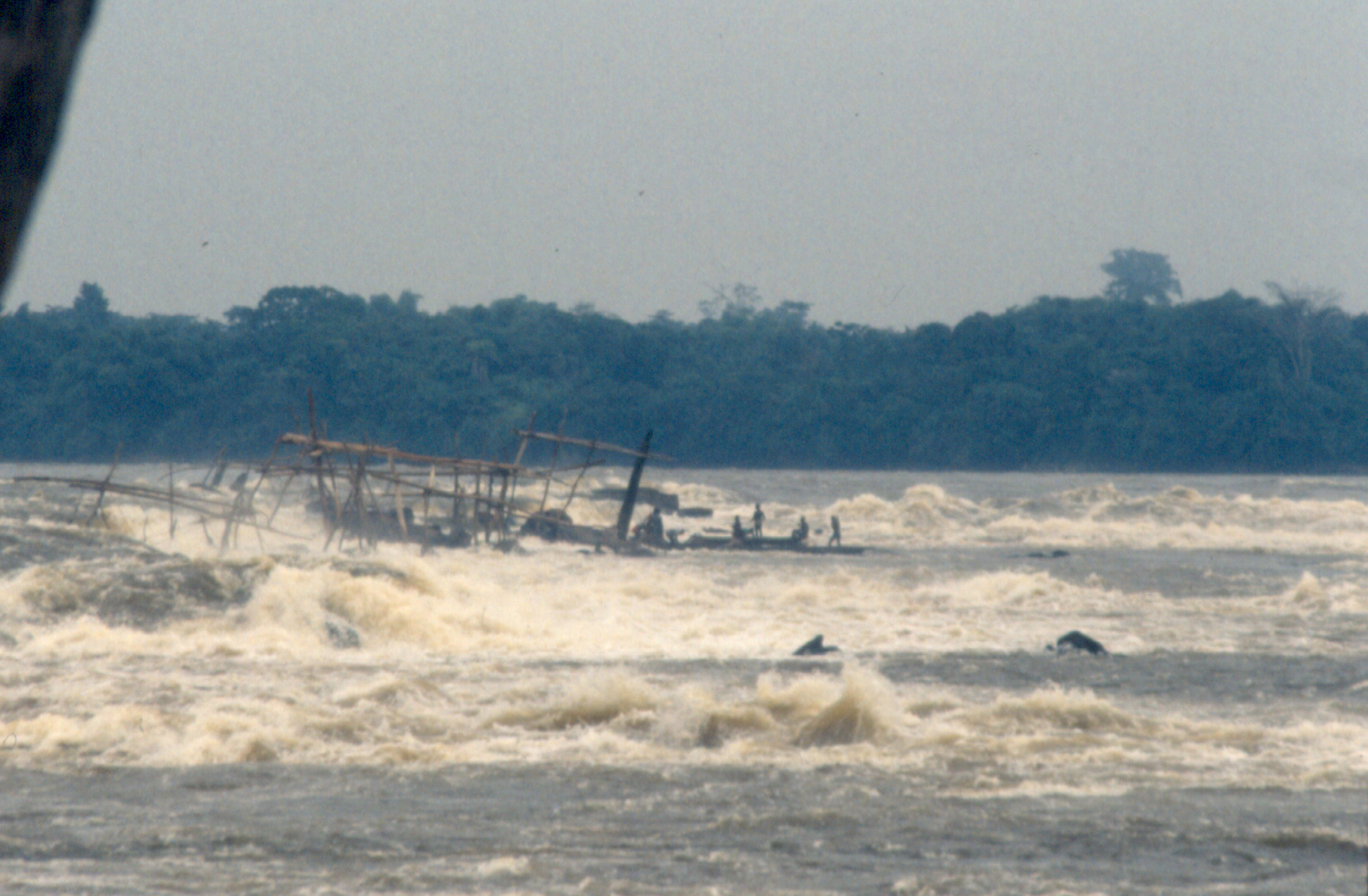
Os pescadores de Wagenya, no meio do rio Lualaba, perto de Quissangane, praticando pesca artesanal na Catarata de Wagenya, a última das sete cataratas de Boioma

As cataratas de Boioma (em suaíli: Maporomoko ya Maji ya Boyoma; em francês: chutes de Boyoma), anteriormente conhecidas como cataratas de Stanley (em homenagem ao explorador europeu Henry Morton Stanley), são uma série de sete cataratas, cada uma com no máximo 5 m de altura, estendendo-se por mais de 100 km ao longo de uma curva do rio Lualaba entre as cidades portuárias fluviais de Ubundu e Quissangane, no centro-norte da República Democrática do Congo. As sete cataratas têm uma queda total de 61 m, mas não podem ser consideradas cachoeiras e sim corredeiras. São uma das maiores quedas d'água em volume de vazão anual do mundo, sendo comparadas as Cataratas de Inga, as Cataratas do Niágara e as Cataratas do Iguaçu.
As duas principais cataratas são a primeira, abaixo de Ubundu, formando um riacho estreito e tortuoso de difícil acesso, e a última, que pode ser vista e visitada a partir de Quissangane. À jusante das corredeiras, o Lualaba é conhecido como Rio Congo. O Caminho de Ferro Quissangane-Ubundu, de bitola de 1 m, contorna a série de corredeiras. A linha é um desvio logístico deste curso não navegável causado pelas cataratas.
A última das sete cataratas das Cataratas de Boioma também é conhecida como Catarata de Wagenya (ou Vaguenia), referindo-se aos pescadores locais de Wagenya, que desenvolveram uma técnica especial para pescar no rio. Eles constroem sistemas de andaimes de madeira nas corredeiras do Lualaba, fixados em buracos esculpidos na rocha pela corrente de água. Estes andaimes servem como âncoras para cestos presos a cipós que servem como armadilhas de pesca para peixes grandes. Os cestos são abaixados nas corredeiras para "peneirar" as águas em busca de peixes. É um método de pesca muito seletivo, pois esses cestos são bem grandes e apenas peixes grandes ficam presos.